# Hronov
Hronov (niem. Hronow) – miasto w Czechach, w kraju kralovohradeckim. Według danych z 31 grudnia 2003 powierzchnia miasta wynosiła 2 203 ha, a liczba jego mieszkańców 6 516 osób.

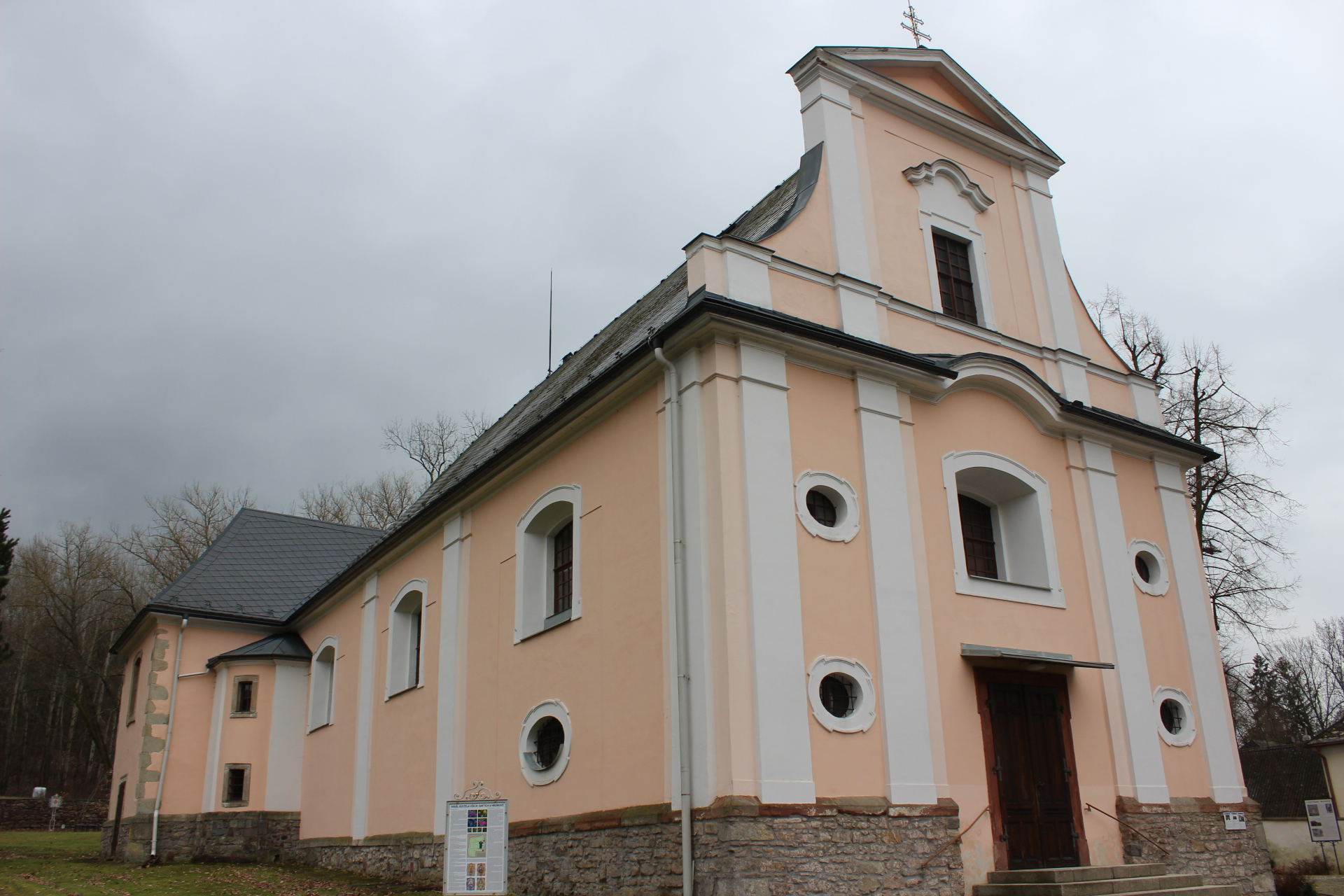
Kościół Wszystkich Świętych w Hronovie
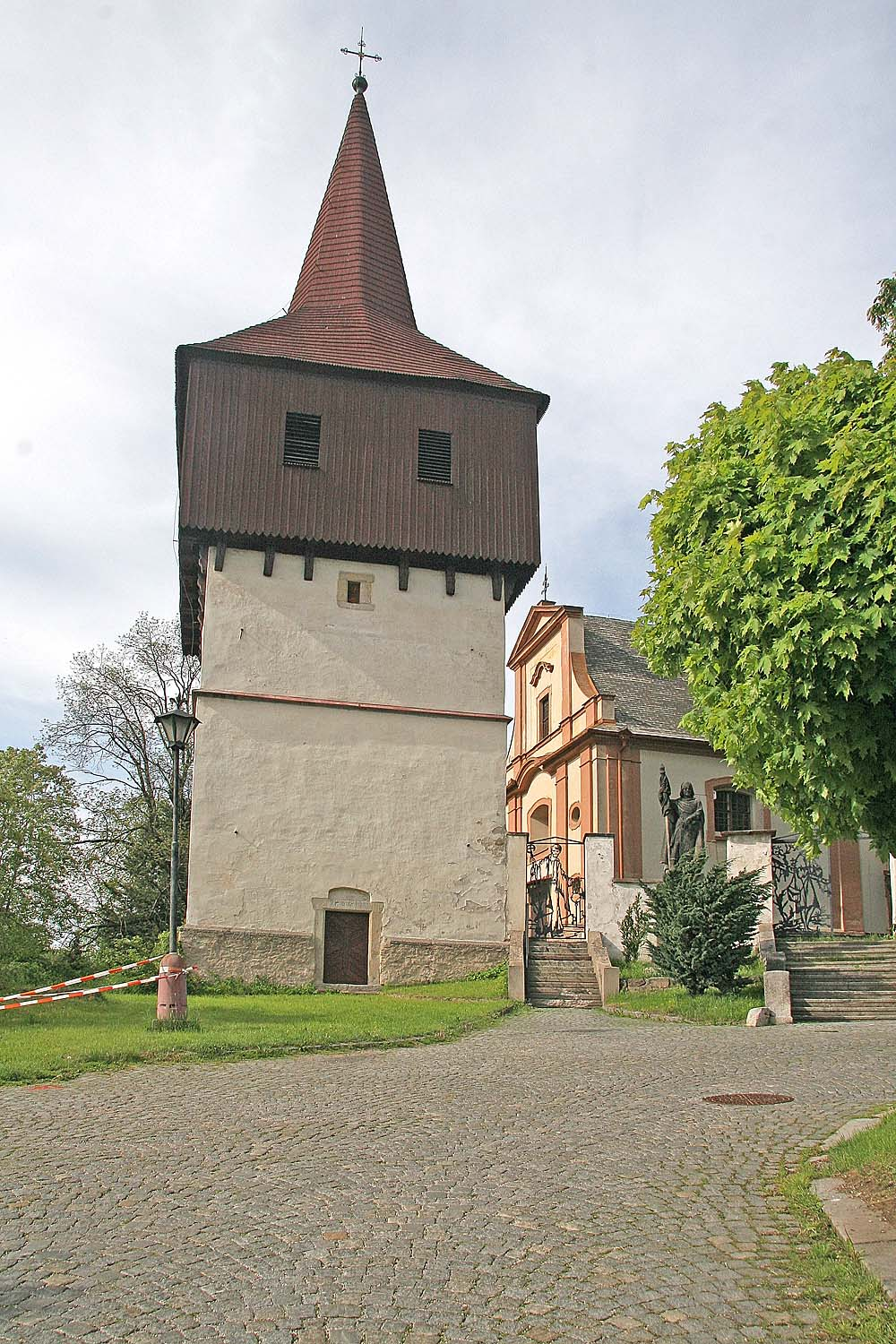
Dzwonnica w Hronovie
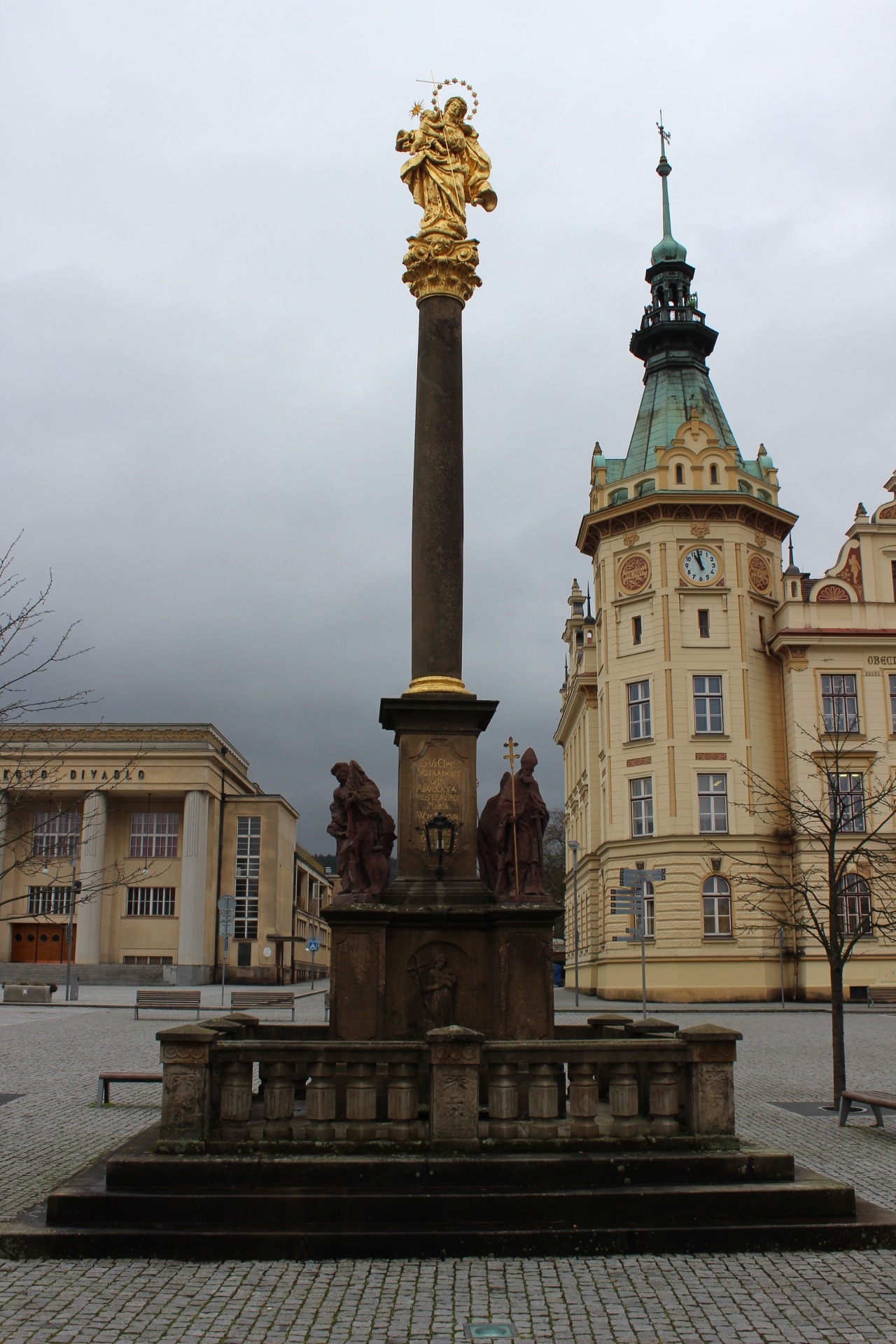
Kolumna Maryjna w Hronovie
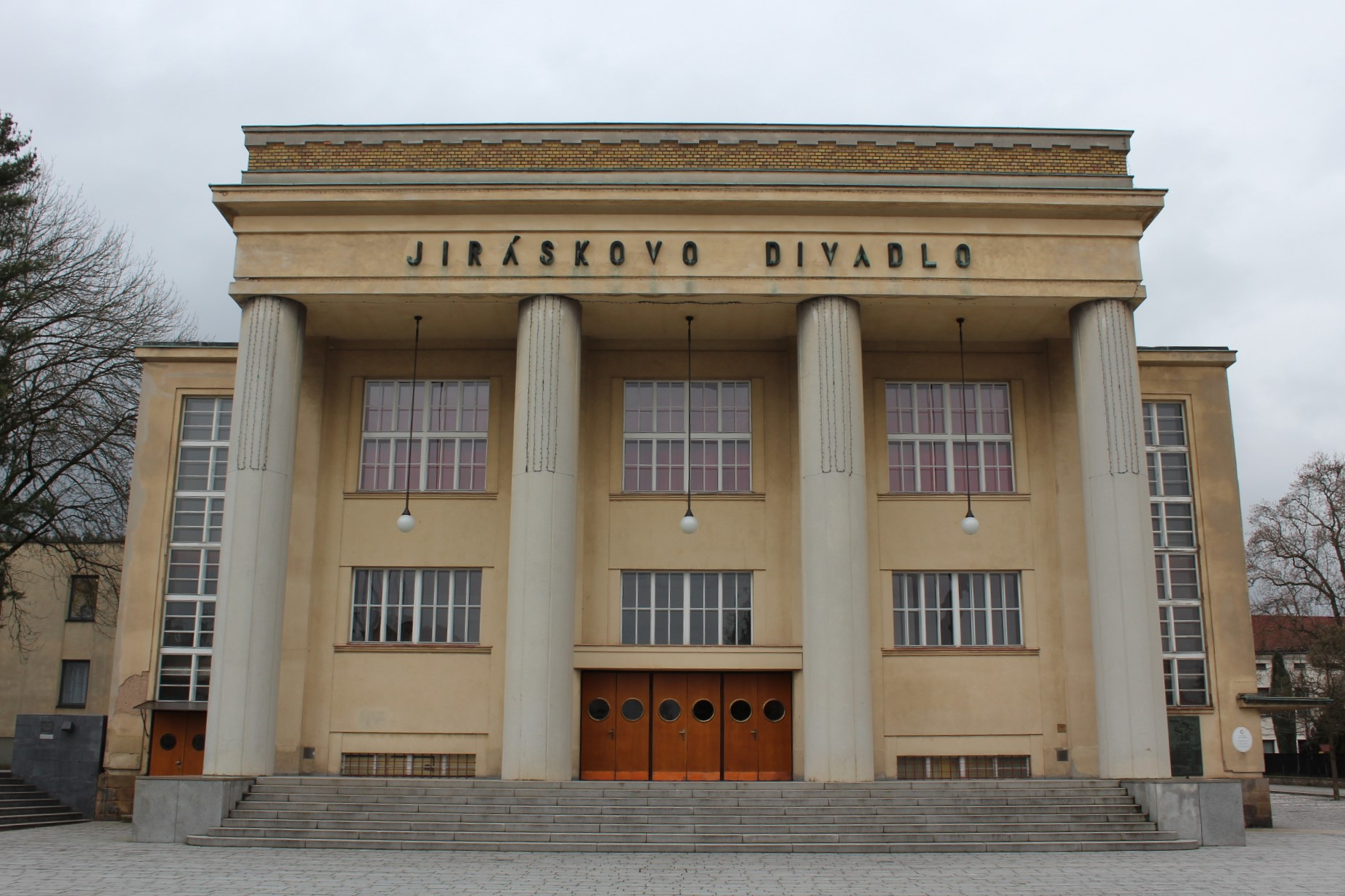
Teatr w Hronovie
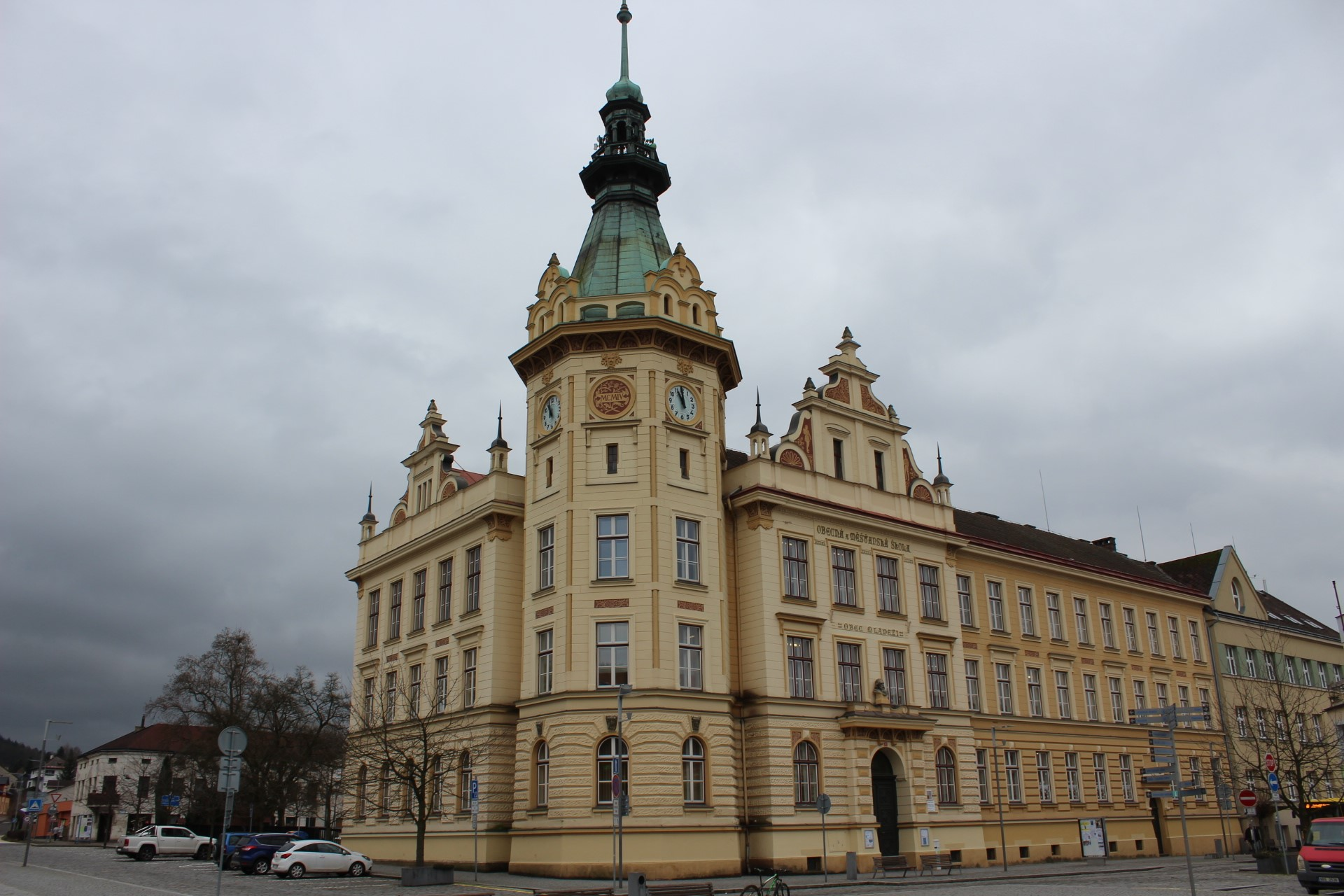
Szkoła w Hronovie
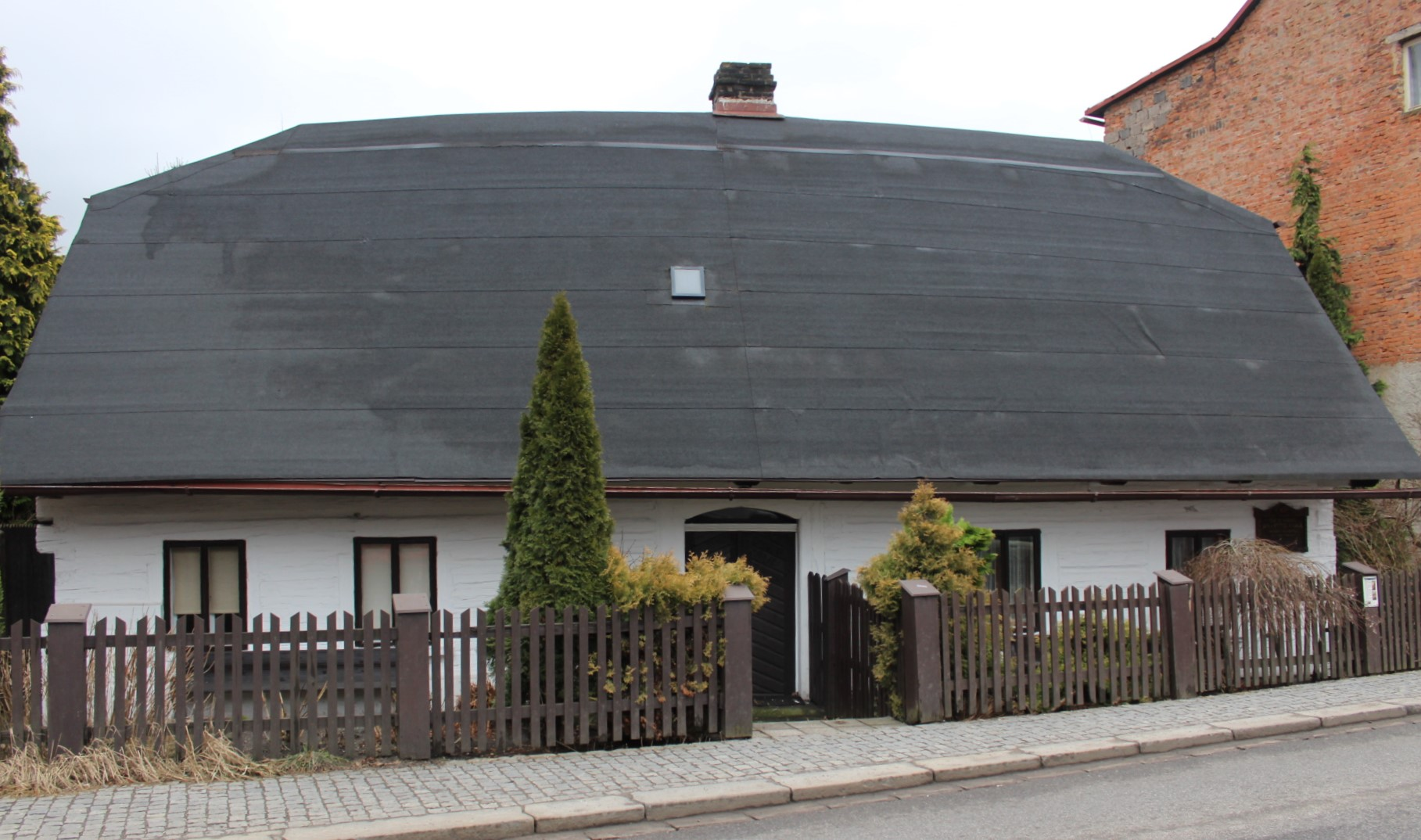
Dom  Jana Hnahla
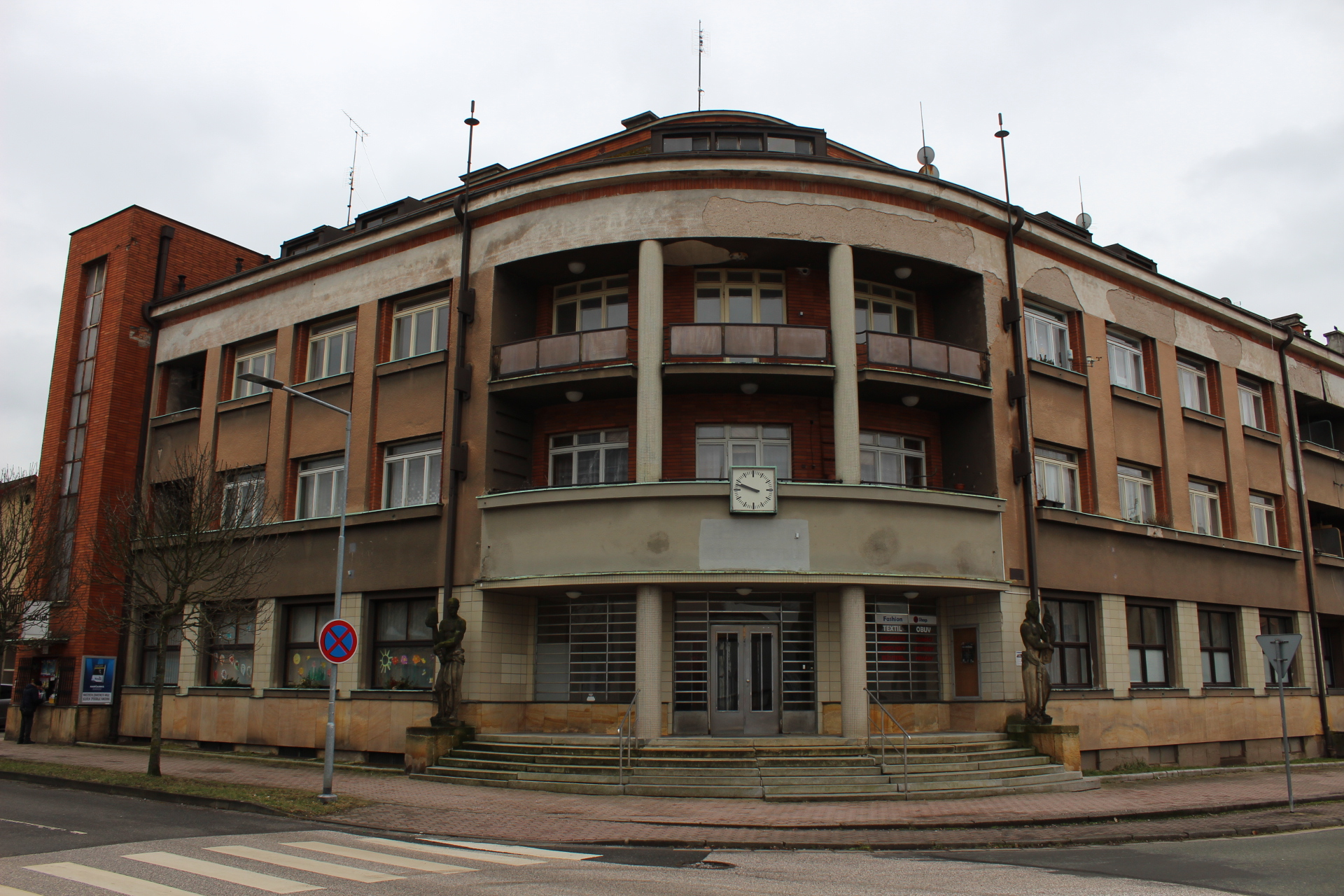
Kasa Oszczędności
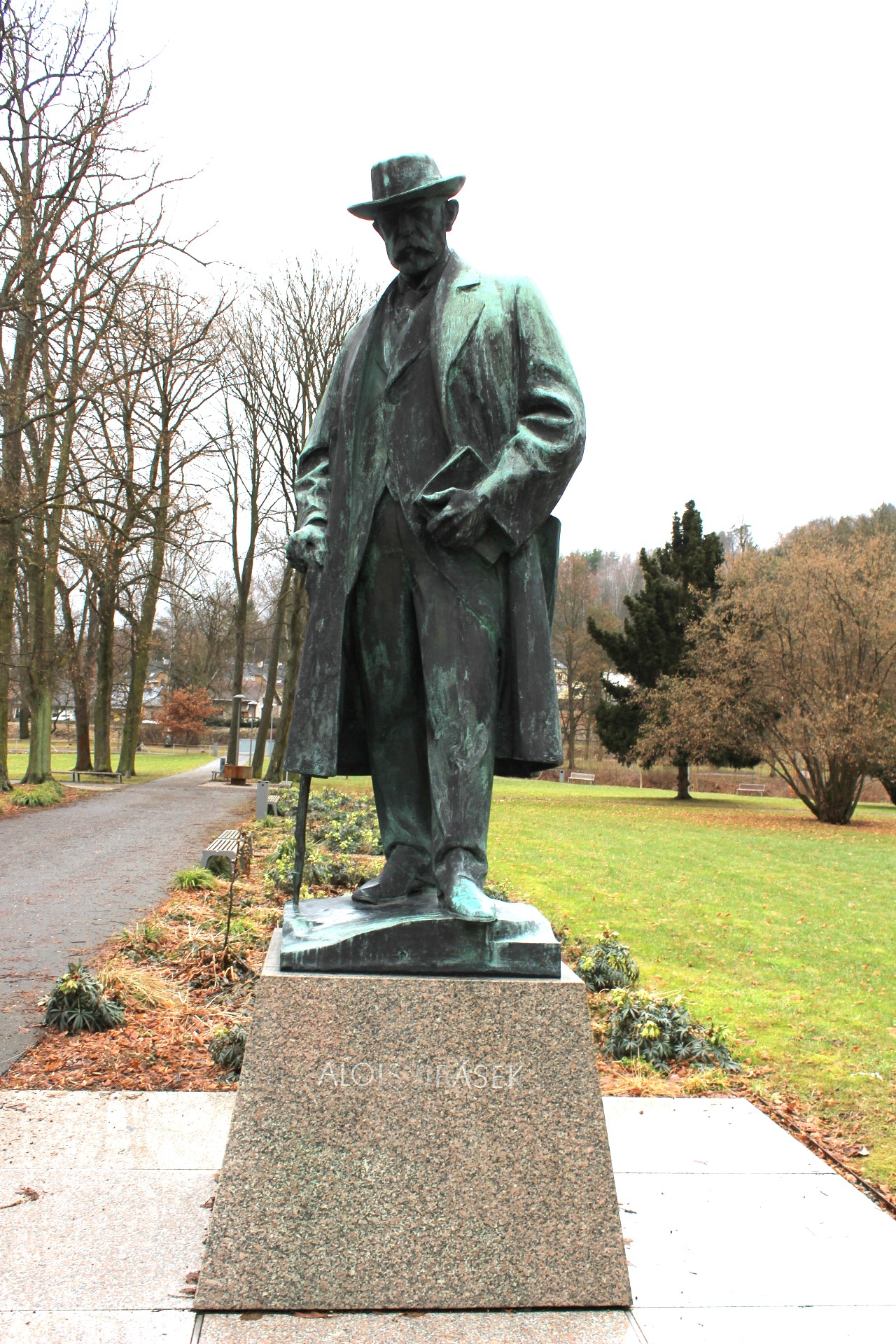
Pomnik Jiráska

## Zabytki
- Kościół Wszystkich Świętych w Hronovie
- Dzwonnica w Hronovie
- Kolumna Maryjna w Hronovie
- Teatr w Hronovie, 1000126658
- Miejska Kasa Oszczędności w Hronovie, Husova nr 580, 2000003783
- Rzeźba pszczelarza,   Husova nr 580,  2000003783_0001
- Rzeźba  włókniarki, Husova nr 580, 2000003783_0002
- Dom – Muzeum Aloisa Jiráska, Jiráskova nr 90, 1000154240
- Pomnik Aloisa Jiráska w Hronovie, 1000126083
- Grób  Aloisa Jiráska, 1000129504
- Willa,  Jiřího z Poděbrad Nr 22,  1999994000
- Wiejski dom, Dvorská nr 49, nr kat. 1000162785
- Dom Knahla, Jiráskova nr 73, 1000139488
- Dom, Husova nr 80, 1000137364
- Młyn i elektrownia wodna, 2000004920
- Elektrownia wodna, 2000004920_0001
- Gospodarstwo, Velký Dřevíč, nr 42, 1000154008
- Gospodarstwo, Zbečník, nr 74, 1000126873
- Dom, Žabokrky, nr 46, 1000159164
- Młyn i elektrownia wodna, Žabokrky, nr 5, 2000004919
- Rzeźba Ukrzyżowania, Malá Čermná, 2000005923[1]

## Urodzeni
- Josef Čapek, malarz i pisarz (to on wymyślił słowo "robot" dla swojego brata Karla Čapka)
- Alois Jirásek – czeski pisarz i dramaturg
- Egon Hostovský – czeski prozaik.

## Demografia
| Rok             | 1970  | 1980  | 1991  | 2001  | 2003  |
| --------------- | ----- | ----- | ----- | ----- | ----- |
| Liczba ludności | 7 404 | 7 189 | 6 653 | 6 519 | 6 516 |